# Badula crassa
Badula crassa A.DC. – gatunek roślin z rodziny pierwiosnkowatych (Primulaceae). Występuje naturalnie na Reunionie i Mauritiusie. 

## Morfologia
PokrójZimozielone drzewo.
LiścieBlaszka liściowa jest skórzasta i ma eliptyczny kształt. Mierzy 5–12 cm długości oraz 3–5 cm szerokości, jest całobrzega, ma zbiegającą po ogonku nasadę i tępy wierzchołek. Ogonek liściowy jest nagi i ma 5–10 mm długości.
KwiatyZebrane w wiechach o długości 2–4 cm, wyrastających z kątów pędów. Mają 5 działek kielicha o trójkątnym kształcie i dorastające do 1 mm długości.
OwocPestkowce mierzące 4 mm średnicy, o kulistym kształcie.